# Peugeot 201
O Peugeot 201 foi um sedan produzido pela montadora francesa Peugeot entre 1929 e 1937.
O carro era construído na fábrica de Sochaux perto da fronteira Suíça, onde hoje está localizado o Musée de l'Aventure Peugeot. Apesar da Peugeot ter produzido alguns veículos motorizados desde 1886, o 201 pode ser considerado o seu primeiro modelo de produção em massa.
O 201 foi apresentado no Paris Motor Show de 1929 quando a "Grande Quebra" assolava o mundo. Muitos fabricantes europeus não sobreviveriam às ondas de choque emanadas de Nova Iorque, mas o compacto 201 atendeu as aspirações daquele período, permitindo à Peugeot sobreviver a crise econômica com suas finanças intactas, confirmando seu status de grande produtor automobilístico.